# Сараджишвили, Иван Петрович
Ива́н Петро́вич Сараджишви́ли (груз. ივანე (ვანო) პეტრეს ძე სარაჯიშვილი; 1 (13) мая 1879, Сигнахи — 11 ноября 1924, Тифлис) — грузинский певец (лирико-драматический тенор), народный артист Грузинской ССР (1923).

## Биография
С 1898 учился игре на виолончели в музыкальном училище Тифлиса.
С 1903 брал уроки пения в Петербурге у И. П. Прянишникова, позднее — у А. В. Панаевой-Карцевой; в 1906—08 совершенствовался в Италии.
Дебютировал в 1906 в Петербурге. С 1907 выступал в театрах Тифлиса, Петербурга, Саратова, Баку и других городов Российской империи, а также в Италии. Обладал большим вокальным и сценическим дарованием. Партии: Шота («Сказание о Шота Руставели» Аракишвили), Абесалом («Абесалом и Этери» Палиашвили), Малхаз («Даиси» Палиашвили), Ленский, Герман («Евгений Онегин» и «Пиковая дама» Чайковского), Герцог, Альфред («Риголетто» и «Травиата» Верди), Хозе («Кармен» Бизе) и др.

Могила Вано Сараджишвили

Был похоронен в сквере у Оперного театра, рядом с корифеями грузинской оперной музыки З. Палиашвили и З. Анджапаридзе.

## Память
В 1947 году имя Сараджишвили было присвоено Тбилисской консерватории. Именем Вано Сараджишвили названа улица в Тбилиси и станция тбилисского метро.
В Сигнахи открыт Дом-музей Вано Сараджишвили

## Вокальные партии
- «Сказание о Шота Руставели» Аракишвили — Шота
- «Даиси» Палиашвили — Малхаз
- «Пиковая дама» П. И. Чайковского — Герман